# Celestus duquesneyi
Celestus duquesneyi là một loài thằn lằn trong họ Anguidae. Loài này được Grant mô tả khoa học đầu tiên năm 1940.